# Elsau
Elsau is een gemeente en plaats in het Zwitserse kanton Zürich, en maakt deel uit van het district Winterthur.
Elsau telt 3040 inwoners.